# Ala di Stura
Ala di Stura là một đô thị ở tỉnh Torino trong vùng Piedmont, có vị trí cách khoảng 40 km về phía tây bắc của Torino, nước Ý. Tại thời điểm ngày 31 tháng 12 năm 2004, đô thị này có dân số 469 người và diện tích là 46,1 km².
Đô thị Ala di Stura có các frazioni (các đơn vị trực thuộc, chủ yếu là các làng) Pian del Tetto, Cresto, Martassina, Mondrone, Villar, và Pertusetto.
Ala di Stura giáp các đô thị: Groscavallo, Chialamberto, Ceres, Balme, Mezzenile, và Lemie.